# Tambutennis
Il tambutennis è una specialità sferistica del tamburello.

## Regolamento
Il tambutennis si pratica con tamburello e palla in spugna su un campo lungo 20 m. e largo 10 m. diviso da una rete alta 60 cm., in posizione centrale, sulla quale i giocatori devono far passare la palla in modo simile al tennis. La forma di gioco è in doppio ossia i giocatori disputano partite in 2 contro 2. La partita è divisa in giochi: per vincere un gioco si devono totalizzare quattro punti. Consegue la vittoria chi vince dieci giochi senza un limite di tempo.